# Portinho da Arrábida
Portinho da Arrábida é uma pequeno lugar pertencente à antiga Freguesia de São Lourenço, no Município e no distrito de Setúbal, em Portugal. É mais conhecida pela praia adjacente à localidade. Localiza-se na Serra da Arrábida em pleno Parque Natural da Arrábida, que a rodeia a Norte. Fica a Oeste de Setúbal (cerca de 13 quilómetros) e a Este de Sesimbra (cerca de 21 quilómetros), tendo, a Sul, o Oceano Atlântico, junto à foz do rio Sado.

## Acesso
O acesso, vindo de Setúbal, faz-se, por terra, de duas maneiras:
- pelo coração da Serra da Arrábida, uma estrada montanhosa, estreita, apesar de ser um percurso pitoresco com paisagens bonitas;
- por uma estrada com trânsito condicionado ao fim-de-semana: só se pode regressar antes das 9 horas e depois das 18 horas; só para veículos ligeiros (ou outros devidamente autorizados).

Por Sesimbra, é a estrada montanhosa que leva a Setúbal.
Ao chegar ao Portinho, a estrada é estreita e de trânsito condicionado durante o fim de semana, das 9 horas às 18 horas.

## Onde ficar
Existe uma residencial e a possibilidade de arrendar (uma das poucas) moradias durante o Verão.

## Gastronomia
Em tudo igual à de Setúbal, sendo de destacar dois restaurantes por estarem, parcialmente, sobre o mar.

## Pontos de Interesse
Apesar da sua pequena dimensão, o Portinho da Arrábida tem cinco locais de interesse: o Museu Oceanográfico, a Pedra da Anicha, a Praia do Creiro, a Estação Arqueológica do Creiro e a praia do Portinho da Arrábida.

### Praia do Portinho da Arrábida

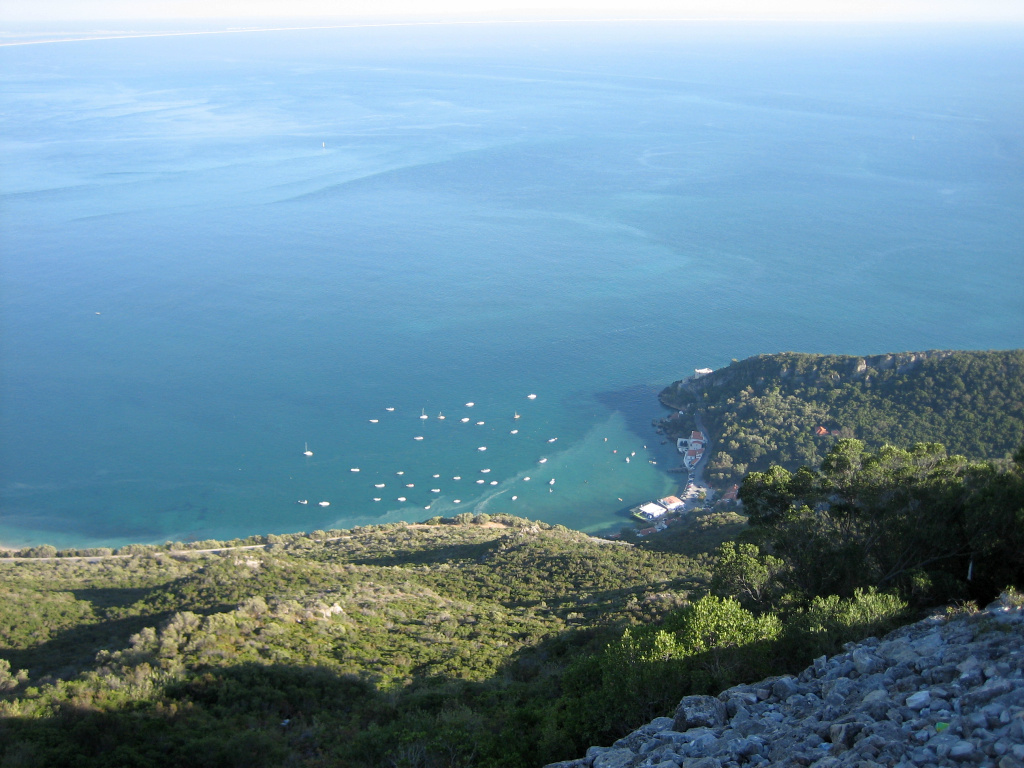
Vista da serra para a praia do Portinho.

Localizada entre as praias de Alpertuche (a ocidente) e do Creiro (a oriente) é uma praia rochosa, junto à localidade, sendo mais arenosa à medida que se caminha para este (em direção a Setúbal). Consiste numa baía de águas calmas e transparentes, ótimas para mergulho. A leste, o areal alarga, sempre acompanhado pelas encostas verdejantes da serra da Arrábida. No lado poente, ficam situados os restaurantes. A pacatez do lugar é interrompida, no Verão, por multidões de visitantes e pelas  motos de água. Na extremidade nascente, durante a maré baixa, é possível aceder, a nado ou pela falésia, à vizinha praia dos Coelhos. Os fundos marinhos são reserva natural, sendo proibida a pesca submarina.
Recentemente, foi melhorado um acesso à praia, com parques de estacionamento junto à Praia do Creiro, que facilita aos visitantes chegarem à praia e permite um desanuviamento de trânsito no Portinho.
Vindo do Portinho, os turistas/veraneantes escolhem a parte mais rochosa ou caminham, numa via de terra batida, bastante acidentada, até à parte maior e mais arenosa.
Em 2010, a praia do Portinho da Arrábida foi considerada uma das "Sete Maravilhas Naturais de Portugal" na categoria Praias e Falésias.
Em Junho de 2015, foram despejados 120 metros cúbicos de areia na praia do Creiro, junto ao Portinho da Arrábida, onde a erosão tem avançado de forma galopante nos últimos anos.

### Estação Arqueológica do Creiro
Localizada em pleno Parque Natural da Arrábida, no sopé da encosta sul da Serra da Arrábida, foi pela primeira vez assinalada em 1907 num esboço de uma carta arqueológica relativa a estações Pré-históricas e Romanas nos arredores de Setúbal.
Encontra-se parcialmente escavada e a entrada é livre.
Foto aérea do Local disponíveis link: Fábrica do Creiro

### Museu Oceanográfico
Localiza-se no Forte de Santa Maria da Arrábida e possui uma coleção de fauna e flora da Arrábida, fundada pelo naturalista setubalense Luiz Gonzaga do Nascimento.

### Pedra da Anicha[6]
É uma afloramento rochoso, pertencente a uma antiga linha de costa, a 100 metros da praia e é Reserva zoológica do Parque Natural da Arrábida, pela sua fauna marinha e algumas algas.
É também conhecida por ser um local de caça submarina, apesar de haver alguma controvérsia sobre a legalidade desta ação.

### Capela da Lapa de Santa Margarida

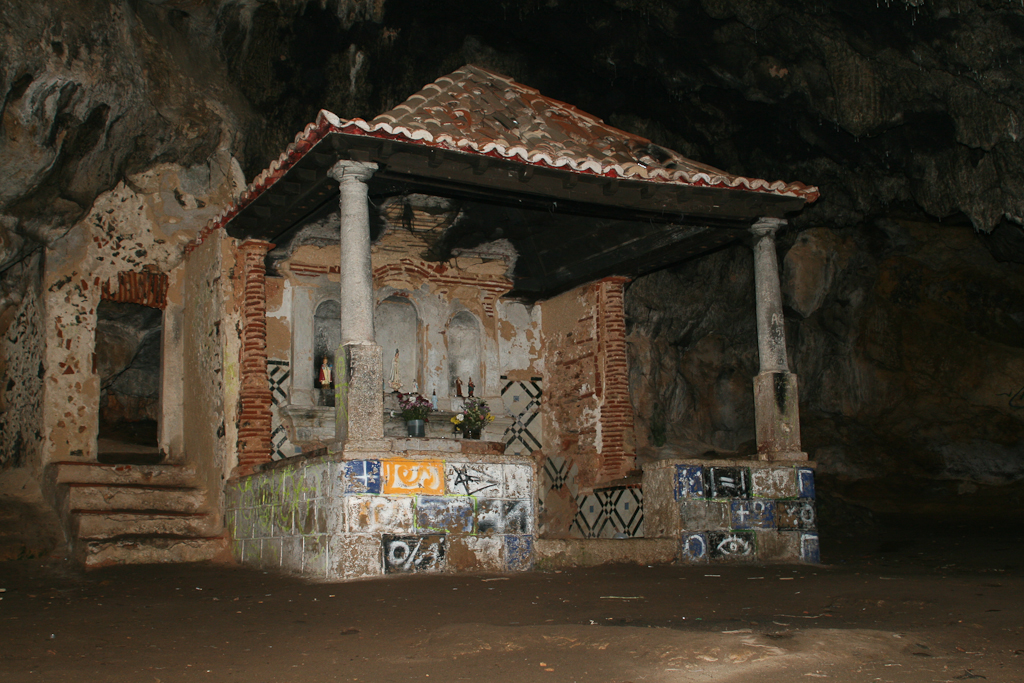
Altar de Santa Margarida

Situada junto ao mar perto da praia do Portinho da Arrábida encontra-se uma gruta com uma capela no seu interior. A capela foi construída no século XVII, onde existiam três imagens de Nossa Senhora da Conceição, Santo António e Santa Margarida. As imagens foram perdidas ao longo do tempo, com a exceção de uma, que permanece guardada no Convento da Arrábida.
A gruta encontra-se um pouco vandalizada com vários grafitis pintados na paredes, a capela em si também está degradada com o passar dos anos.
O acesso pode ser feito tanto por mar como por terra através de um pequeno trilho de 300 metros que começa em frente ao lar de férias da Casa do Gaiato. 
| “ | A lapa de Santa Margarida, junta ao mar. Tomou o nome da capella d'esta vocação, que tem dentro. E de bom accesso, muito vasta; robustas columnas na turaes parecem sustentar a cobertura dos rochedos. | ” |